# Barnhartia floribunda
Barnhartia floribunda là một loài thực vật có hoa trong họ Polygalaceae. Loài này được Gleason mô tả khoa học đầu tiên năm 1926.